# Canton de Saint-Leu
Le canton de Saint-Leu est une circonscription électorale française du département de La Réunion créée par le décret du 24 février 2014. Elle tient lieu de circonscription d'élection des conseillers départementaux et entre en vigueur lors des élections départementales de 2015.

## Histoire
Un premier canton de Saint-Leu a existé jusqu'en 1949. Il élisait 3 conseillers généraux.
Un nouveau découpage territorial de La Réunion entre en vigueur à l'occasion des premières élections départementales suivant le décret du 24 février 2014. Les conseillers départementaux sont, à compter de ces élections, élus au scrutin majoritaire binominal mixte. Les électeurs de chaque canton élisent au Conseil départemental, nouvelle appellation du Conseil général, deux membres de sexe différent, qui se présentent en binôme de candidats. Les conseillers départementaux sont élus pour 6 ans au scrutin binominal majoritaire à deux tours, l'accès au second tour nécessitant 12,5 % des inscrits au 1er tour. En outre la totalité des conseillers départementaux est renouvelée. Ce nouveau mode de scrutin nécessite un redécoupage des cantons dont le nombre est divisé par deux avec arrondi à l'unité impaire supérieure si ce nombre n'est pas entier impair, assorti de conditions de seuils minimaux. Dans La Réunion, le nombre de cantons passe ainsi de 49 à 25.
Le canton de Saint-Leu est créé par ce décret. Il est entièrement inclus dans l'arrondissement de Saint-Paul. Le bureau centralisateur est situé au Saint-Leu.

## Représentation

### Représentation avant 2015
Le canton de Saint-Leu élisait trois conseillers généraux. 
| Période | Période | Identité            | Étiquette | Qualité |
| ------- | ------- | ------------------- | --------- | ------- |
| 1928    | 1934    | Hervé Payet         |           |         |
| 1928    | 1934    | Julien Bertil       |           |         |
| 1928    | 1934    | Alexandre Lallemand |           |         |
| 1934    | 1940    | Armand Lagourgue    |           |         |
| 1934    | 1940    | M. de Châteauvieux  |           |         |
| 1934    | 1940    | M. Bègue            |           |         |

### Représentation depuis 2015
| Période élective | Période élective | Mandat | Mandat   | Identité           | Nuance | Nuance | Qualité                                                                                |
| ---------------- | ---------------- | ------ | -------- | ------------------ | ------ | ------ | -------------------------------------------------------------------------------------- |
| 2015             | 2021             | 2015   | 2021     | Jacques Dennemont  |        | MoDem  | Directeur du centre communal d'action sociale de Saint-Leu                             |
| 2015             | 2021             | 2015   | 2021     | Jacqueline Silotia |        | MoDem  | Infirmière libérale à Saint-Leu Ancienne conseillère générale du Canton de Saint-Leu-1 |
| 2021             | 2028             | 2021   | en cours | Brigitte Absyte    |        | DVC    | Professeure des écoles, conseillère municipale des Trois-Bassins                       |
| 2021             | 2028             | 2021   | en cours | Bruno Domen        |        | MoDem  | Fonctionnaire, maire de Saint-Leu, 7ème Vice-Président du conseil départemental        |

### Résultats détaillés

#### Élections de mars 2015
À l'issue du 1er tour des élections départementales de 2015, deux binômes sont en ballotage : Jacques Dennemont et Jacqueline Silotia (MoDem, 52,31 %) et Daniel Pause et Isabelle Poudroux (DVD, 23,16 %). Le taux de participation est de 45,91 % (12 877 votants sur 28 046 inscrits) contre 43,81 % au niveau départemental et 50,17 % au niveau national.
Au second tour, Jacques Dennemont et Jacqueline Silotia (MoDem) sont élus avec 61,90 % des suffrages exprimés et un taux de participation de 54,38 % (8 382 voix pour 15 252 votants pour 28 046 inscrits).

#### Élections de juin 2021
Le premier tour des élections départementales de 2021 est marqué par un très faible taux de participation (33,26 % au niveau national). Dans le canton de Saint-Leu, ce taux de participation est de 33,47 % (10 436 votants sur 31 176 inscrits) contre 36,5 % au niveau départemental. À l'issue de ce premier tour, deux binômes sont en ballottage : Brigitte Absyte et Bruno Domen (DVC, 60,44 %) et Karim Juhoor et Dominique Payet (Divers, 24,22 %).

## Composition
| Nom                               | Code Insee | Intercommunalité               | Superficie (km2) | Population (dernière pop. légale)                | Densité (hab./km2) | Modifier                                    |
| --------------------------------- | ---------- | ------------------------------ | ---------------- | ------------------------------------------------ | ------------------ | ------------------------------------------- |
| Saint-Leu (bureau centralisateur) | 97413      | CA Territoire de la Côte Ouest | 118,37           | Fraction : 30 630 (2022) Commune : 35 597 (2022) | 301                | modifier les données · modifier les données |
| Les Trois-Bassins                 | 97423      | CA Territoire de la Côte Ouest | 42,58            | 7 113 (2022)                                     | 167                | modifier les données · modifier les données |
| Canton de Saint-Leu               | 97414      |                                |                  | 37 743 (2022)                                    |                    | modifier les données                        |

Le canton de Saint-Leu comprend :
1. une commune entière,
2. la partie de la commune de Saint-Leu non comprise dans le canton de L'Étang-Salé.

## Démographie
En 2022, le canton comptait 37 743 habitants, en évolution de +3,33 % par rapport à 2016 (La Réunion : +3,33 %, France hors Mayotte : +2,11 %).
| 2013   | 2018   | 2022   |
| ------ | ------ | ------ |
| 36 340 | 36 633 | 37 743 |